# Division 1 1985-1986
La Division 1 1985-1986 è stata la 48ª edizione della massima serie del campionato francese di calcio, disputato tra il 16 luglio 1985 e il 25 aprile 1986 e concluso con la vittoria del Paris Saint-Germain, al suo primo titolo.
Capocannoniere del torneo è stato Jules Bocandé (Metz) con 28 reti.

## Stagione

### Avvenimenti
Vincendo il big-match con il Bordeaux in programma alla quarta giornata, il Paris Saint-Germain guadagnò il comando solitario della classifica, per non lasciarlo più nel corso della stagione. Nelle giornate successive i parigini allungarono gradualmente il passo, arrivando al giro di boa con sette punti di vantaggio sui girondini e otto sul Nantes. Pareggiato lo scontro diretto con il Bordeaux, i parigini avanzarono indisturbati verso il titolo anche se, nella parte finale, accusarono una flessione di cui approfittò il Nantes: battuti i parigini nello scontro diretto, i Canaris arrivarono alla vigilia dell'ultima giornata con due punti di svantaggio sulla capolista che, vincendo contro un Bastia ormai retrocesso, si assicurò il primo titolo del proprio palmarès.
Ai canarini rimase la qualificazione in Coppa UEFA, ottenuta assieme al Tolosa e, in un primo momento, al Bordeaux. La vittoria della coppa nazionale da parte dei girondini, avvenuta cinque giorni dopo la chiusura del campionato, permise al Lens di rientrare in zona UEFA dopo che, sul campo, era stata superata all'ultima giornata dalle concorrenti a causa di una peggior differenza reti.
In zona retrocessione, un calo di rendimento costrinse il Nancy a disputare i play-off contro il Mulhouse: la vittoria per 3-0 nella gara di andata permise ai loreni di resistere al tentativo di rimonta degli avversari nel ritorno. Chiusero la classifica lo Strasburgo e il Bastia, che nel girone di ritorno avevano ceduto il passo alle altre concorrenti: se, nel finale, i còrsi gettarono definitivamente la spugna retrocedendo con quattro gare di anticipo, gli alsaziani tentarono una rimonta che ebbe solo l'effetto di ritardare il declassamento all'ultima giornata.

## Classifica finale
|  | Pos. | Squadra             | Pt | G  | V  | N  | P  | GF | GS | DR  |
|  | ---- | ------------------- | -- | -- | -- | -- | -- | -- | -- | --- |
|  | 1.   | Paris Saint-Germain | 55 | 38 | 23 | 9  | 6  | 66 | 33 | +33 |
|  | 2.   | Nantes              | 52 | 38 | 19 | 14 | 5  | 52 | 27 | +25 |
|  | 3.   | Bordeaux            | 49 | 38 | 18 | 13 | 7  | 55 | 46 | +9  |
|  | 4.   | Tolosa              | 43 | 38 | 18 | 7  | 13 | 59 | 44 | +15 |
|  | 5.   | Lens                | 43 | 38 | 15 | 13 | 10 | 51 | 43 | +8  |
|  | 6.   | Metz                | 42 | 38 | 15 | 12 | 11 | 53 | 34 | +19 |
|  | 7.   | Auxerre             | 41 | 38 | 16 | 9  | 13 | 45 | 39 | +6  |
|  | 8.   | Nizza               | 39 | 38 | 14 | 11 | 13 | 39 | 44 | -5  |
|  | 9.   | Monaco              | 38 | 38 | 10 | 18 | 10 | 49 | 41 | +8  |
|  | 10.  | Lilla               | 37 | 38 | 13 | 11 | 14 | 40 | 48 | -8  |
|  | 11.  | Laval               | 35 | 38 | 11 | 13 | 14 | 39 | 47 | -8  |
|  | 12.  | Olympique Marsiglia | 34 | 38 | 11 | 12 | 15 | 43 | 39 | +4  |
|  | 13.  | Rennes              | 34 | 38 | 12 | 10 | 16 | 36 | 41 | -5  |
|  | 14.  | Brest               | 34 | 38 | 13 | 8  | 17 | 53 | 63 | -10 |
|  | 15.  | Sochaux             | 34 | 38 | 11 | 12 | 15 | 47 | 57 | -10 |
|  | 16.  | Tolone              | 33 | 38 | 9  | 15 | 14 | 43 | 46 | -3  |
|  | 17.  | Le Havre            | 33 | 38 | 11 | 11 | 16 | 49 | 53 | -4  |
|  | 18.  | Nancy               | 33 | 38 | 13 | 7  | 18 | 45 | 51 | -6  |
|  | 19.  | Strasburgo          | 31 | 38 | 10 | 11 | 17 | 36 | 54 | -18 |
|  | 20.  | Bastia              | 20 | 38 | 5  | 10 | 23 | 30 | 79 | -49 |

Legenda:
      Campione di Francia ed ammessa alla Coppa dei Campioni 1986-1987.
      Ammesse alla Coppa UEFA 1986-1987.
      Ammesse alla Coppa delle Coppe 1986-1987.
  Partecipa ai play-out.
      Retrocesse in Division 2 1986-1987.
Note:
Due punti a vittoria, uno a pareggio, zero a sconfitta.
In caso di arrivo di due o più squadre a pari punti, la graduatoria verrà stilata secondo la classifica avulsa tra le squadre interessate che prevede, in ordine, i seguenti criteri:
- Differenza reti generale.
- Reti realizzate in generale.

### Squadra campione
| Formazione tipo | Giocatori (presenze)       |
| --- | -------------------------- |
| Bats Pilorget Jeannol Bacconnier Bibard Fernández Poullain Vermeulen Sušić Rocheteau Sène | Joël Bats (38)             |
| Bats Pilorget Jeannol Bacconnier Bibard Fernández Poullain Vermeulen Sušić Rocheteau Sène | Michel Bibard (31)         |
| Bats Pilorget Jeannol Bacconnier Bibard Fernández Poullain Vermeulen Sušić Rocheteau Sène | Philippe Jeannol (37)      |
| Bats Pilorget Jeannol Bacconnier Bibard Fernández Poullain Vermeulen Sušić Rocheteau Sène | Thierry Bacconnier (26)    |
| Bats Pilorget Jeannol Bacconnier Bibard Fernández Poullain Vermeulen Sušić Rocheteau Sène | Jean-Marc Pilorget (38)    |
| Bats Pilorget Jeannol Bacconnier Bibard Fernández Poullain Vermeulen Sušić Rocheteau Sène | Fabrice Poullain (30)      |
| Bats Pilorget Jeannol Bacconnier Bibard Fernández Poullain Vermeulen Sušić Rocheteau Sène | Luis Miguel Fernández (37) |
| Bats Pilorget Jeannol Bacconnier Bibard Fernández Poullain Vermeulen Sušić Rocheteau Sène | Pierre Vermeulen (30)      |
| Bats Pilorget Jeannol Bacconnier Bibard Fernández Poullain Vermeulen Sušić Rocheteau Sène | Safet Sušić (37)           |
| Bats Pilorget Jeannol Bacconnier Bibard Fernández Poullain Vermeulen Sušić Rocheteau Sène | Dominique Rocheteau (35)   |
| Bats Pilorget Jeannol Bacconnier Bibard Fernández Poullain Vermeulen Sušić Rocheteau Sène | Oumar Sène (27)            |
| Altri giocatori: Robert Jacques (27), Omar Da Fonseca (17), Jean-François Charbonnier (16), Claude Lowitz (14), Franck Tanasi (14), Jean-Claude Lemoult (7), Thierry Morin (2), Alain Couriol (1), Laurent Pimond (1). |                            |

## Spareggi

### Play-out
|          | Risultati |          | Luogo e data            |
| -------- | --------- | -------- | ----------------------- |
| Nancy    | 3-0       | Mulhouse | Nancy, 29 aprile 1986   |
| Mulhouse | 2-0       | Nancy    | Mulhouse, 6 maggio 1986 |
|          |           |          |                         |

## Statistiche

### Squadre

#### Capoliste solitarie
|    | —— | —— | ——                  | —— | —— | —— | —— | —— | ——  | ——  | ——  | ——  | ——  | ——  | ——  | ——  | ——  | ——  | ——  | ——  | ——  | ——  | ——  | ——  | ——  | ——  | ——  | ——  | ——  | ——  | ——  | ——  | ——  | ——  | ——  | ——  | ——  | —— |  |
|    |    |    | Paris Saint-Germain |    |    |    |    |    |     |     |     |     |     |     |     |     |     |     |     |     |     |     |     |     |     |     |     |     |     |     |     |     |     |     |     |     |     |    |  |
|    |    |    |                     |    |    |    |    |    |     |     |     |     |     |     |     |     |     |     |     |     |     |     |     |     |     |     |     |     |     |     |     |     |     |     |     |     |     |    |  |
|    |    |    |                     |    |    |    |    |    |     |     |     |     |     |     |     |     |     |     |     |     |     |     |     |     |     |     |     |     |     |     |     |     |     |     |     |     |     |    |  |
| 1ª | 2ª | 3ª | 4ª                  | 5ª | 6ª | 7ª | 8ª | 9ª | 10ª | 11ª | 12ª | 13ª | 14ª | 15ª | 16ª | 17ª | 18ª | 19ª | 20ª | 21ª | 22ª | 23ª | 24ª | 25ª | 26ª | 27ª | 28ª | 29ª | 30ª | 31ª | 32ª | 33ª | 34ª | 35ª | 36ª | 37ª | 38ª |    |  |

#### Primati stagionali
Squadre
- Maggior numero di vittorie: Paris Saint-Germain (23)
- Minor numero di sconfitte: Nantes (5)
- Migliore attacco: Paris Saint-Germain (66)
- Miglior difesa: Nantes (27)
- Miglior differenza reti: Paris Saint-Germain (+33)
- Maggior numero di pareggi: Monaco (18)
- Minor numero di pareggi: Tolosa e Nancy (5)
- Maggior numero di sconfitte: Bastia (23)
- Minor numero di vittorie: Bastia (5)
- Peggior attacco: Bastia (30)
- Peggior difesa: Bastia (79)
- Peggior differenza reti: Bastia (-49)

### Individuali

#### Classifica marcatori
| Gol | Rigori |  | Giocatore              | Squadra             |
| --- | ------ |  | ---------------------- | ------------------- |
| 23  | 3      |  | Jules Bocandé          | Metz                |
| 19  | 2      |  | Dominique Rocheteau    | Paris Saint-Germain |
| 19  | 7      |  | Víctor Ramos           | Tolone              |
| 18  |        |  | Vahid Halilhodžić      | Nantes              |
| 17  | 2      |  | Abdelkrim Merry Krimau | Le Havre            |
| 15  | 4      |  | Uwe Reinders           | Bordeaux            |
| 14  | 2      |  | Chérif Oudjani         | Laval               |
| 14  |        |  | Pascal Mariini         | Brest               |
| 14  | 1      |  | Gérard Buscher         | Brest               |
| 13  | 3      |  | Bernard Genghini       | Monaco              |
| 13  |        |  | Bernard Bureau         | Lilla               |
| 11  |        |  | Patrick Cubaynes       | Bastia Strasburgo   |
| 11  |        |  | Yannick Stopyra        | Tolosa              |
| 11  |        |  | Gérard Soler           | Bastia Lilla        |
| 11  |        |  | Jean-Marc Ferreri      | Auxerre             |

## Percorso dei club nelle coppe europee
| Club     | Competizione       | Risultato        | Ultimo avversario                |
| -------- | ------------------ | ---------------- | -------------------------------- |
| Bordeaux | Coppa dei Campioni | Primo turno      | Fenerbache (2-3; 0-0)            |
| Monaco   | Coppa delle Coppe  | Primo turno      | Universitatea Craiova (2-0; 0-3) |
| Nantes   | Coppa UEFA         | Quarti di finale | Inter (0-3; 3-3)                 |
| Metz     | Coppa UEFA         | Primo turno      | Hajduk Spalato (1-5; 2-2)        |
| Auxerre  | Coppa UEFA         | Primo turno      | Milan (3-1; 0-3)                 |